# Всеобщие выборы в Коста-Рике (1978)
Всеобщие выборы в Коста-Рике проходили 5 февраля 1978 года. На них избирались президент Коста-Рики, два вице-президента и 57 депутатов Законодательного собрания. В результате Родриго Карасо Одио из Коалиции единства был избран президентом. Коалиция единства также победила на парламентских выборах. Явка составила 81,3 %.

## Избирательная кампания
Бывший конгрессмен и член главной политической силы страны Партии национального освобождения Родриго Карасо Одио за несколько лет до этого вышел из Партии национального освобождения и создал партию Демократическое обновление, однако глубокая разобщённость оппозиции на выборах 1974 года вновь привела к лёгкой победе Партии национального освобождения. После этого основные лидеры немарксистской оппозиции начали переговоры, чтобы представить единую кандидатуру.
В конце концов их переговоры привели к тому, что основные оппозиционные правые партии достигли соглашения провести общие первичные выборы для выбора единого кандидата. Родриго Карасо встретился с богатым промышленником Мигелем Барзуной, выигравшим на праймериз с небольшим отрывом. Хотя после этого некоторые лидеры покинули коалицию (в первую очередь Хорхе Гонсалес Мартен из Национальной независимой партии и бывший президент Марио Эчанди), большая часть руководства осталась единой. Коалиция единства была создана в результате объединения четырёх партий: Демократического обновления Карасо, Народного союза бывшего президента Хосе Хоакина Трехоса, Республиканской партии Рафаэля Кальдерона Фурнье (сына лидера кальдеронистов Рафаэля Кальдерона Гуардиа) и Христианско-демократической партии доктора Хорхе Артуро Монхе (самая маленькая из коалиции, но наиболее идеологически цельная).
Левые партии также создали коалицию Объединённый народ, в которую вошли три основные ультралевые партии: Народный авангард, Коста-риканская социалистическая партия и Революционное народное движение и выдвинули бывшего члена Партии национального освобождения и врача Родриго Гутьерреса. У Гутьерреса не было шансов стать президентом, но коалиция действительно помогла левым силам, получив больше голосов, чем обычно, и относительно большую фракцию в Законодательном собрании. Эти выборы ознаменовали собой начало двухпартийной системы Коста-Рики.

## Результаты

### Президентские выборы
| Кандидат                             | Кандидат                             | Партия                               | Голосов   | %    |
| ------------------------------------ | ------------------------------------ | ------------------------------------ | --------- | ---- |
|                                      | Родриго Карасо Одио                  | Коалиция единства                    | 419 824   | 50,5 |
|                                      | Луис Альберто Монхе Альварес         | Партия национального освобождения    | 364 285   | 43,8 |
|                                      | Родриго Гутьеррес Саэнс              | Объединённый народ                   | 22 740    | 2,7  |
|                                      | Гильермо Вильялобос Арсе             | Партия национальной унификации       | 13 666    | 1,6  |
|                                      | Жерардо Вильялобос Гарита            | Независимая партия                   | 3 822     | 0,5  |
|                                      | Хорхе Гонсалес Мартен                | Национальная независимая партия      | 3 323     | 0,4  |
|                                      | Карлос Коронадо Варгас               | Социалистическая организация рабочих | 1 868     | 0,2  |
|                                      | Родриго Кордеро Викес                | Демократическая партия               | 1 613     | 0,2  |
| Недействительных/пустых бюллетеней   | Недействительных/пустых бюллетеней   | Недействительных/пустых бюллетеней   | 29 065    | -    |
| Всего                                | Всего                                | Всего                                | 860 206   | 100  |
| Зарегистрированных избирателей/ Явка | Зарегистрированных избирателей/ Явка | Зарегистрированных избирателей/ Явка | 1 058 455 | 81,3 |
| Источник: Election Resources         |                                      |                                      |           |      |

### Парламентские выборы
|                                       |                                        |           |      |       |       |
| Партия                                | Партия                                 | Голоса    | %    | Места | +/-   |
|                                       | Коалиция единства                      | 356 215   | 43,4 | 27    | новая |
|                                       | Партия национального освобождения      | 318 904   | 38,9 | 25    | -2    |
|                                       | Объединённый народ                     | 62 865    | 7,7  | 3     | новая |
|                                       | Партия национальной унификации         | 25 824    | 3,1  | 0     | -16   |
|                                       | Коста-Риканский народный фронт         | 12 834    | 1,6  | 1     | +1    |
|                                       | Республиканский союз                   | 8 215     | 1,0  | 0     | новая |
|                                       | Партия аграрного союза Картаго         | 7 887     | 1,0  | 1     | 0     |
|                                       | Национальная независимая партия        | 6 673     | 0,8  | 0     | -6    |
|                                       | Независимая партия                     | 5 774     | 0,7  | 0     | новая |
|                                       | Социалистическая организация рабочих   | 4 059     | 0,4  | 0     | новая |
|                                       | Демократическая партия                 | 3 083     | 0,4  | 0     | -1    |
|                                       | Истинная лимонская партия              | 2 954     | 0,4  | 0     | новая |
|                                       | Коста-Риканская партия взаимопонимания | 2 542     | 0,3  | 0     | 0     |
|                                       | Истинная пунтаренасская партия         | 1 729     | 0,2  | 0     | новая |
|                                       | Национальная трудовая партия           | 1 002     | 0,1  | 0     | новая |
| Недействительных/пустых бюллетеней    | Недействительных/пустых бюллетеней     | 39 328    | -    | -     | -     |
| Всего                                 | Всего                                  | 859 888   | 100  | 57    | 0     |
| Зарегистрированных избирателей / Явка | Зарегистрированных избирателей / Явка  | 1 058 455 | 81,2 | -     | -     |
| Источники: TSE; Election Resources    |                                        |           |      |       |       |